# 杨贤 (经济学家)
杨贤（英語：Bernard Yeung, 1953年—）是一位美籍华人经济学家，主要研究方向公司战略、制度经济学、发展经济学、外商直接投资。

## 生平
1953年出生于英属香港，祖籍佛山南海区。1979年毕业于加拿大西安大略大学，之后获得芝加哥大学布斯商学院硕士和博士学位。1986年进入阿尔伯塔大学担任助理教授，1988年加入密歇根大学罗斯商学院担任教授，1999年加入纽约大学斯特恩商学院担任教授。2008年6月担任新加坡国立大学商学院院长。此外还担任华东师范大学顾问教授。2019年卸任新加坡国立大学商学院院长，由经济学家罗安著接替。